# 북몰

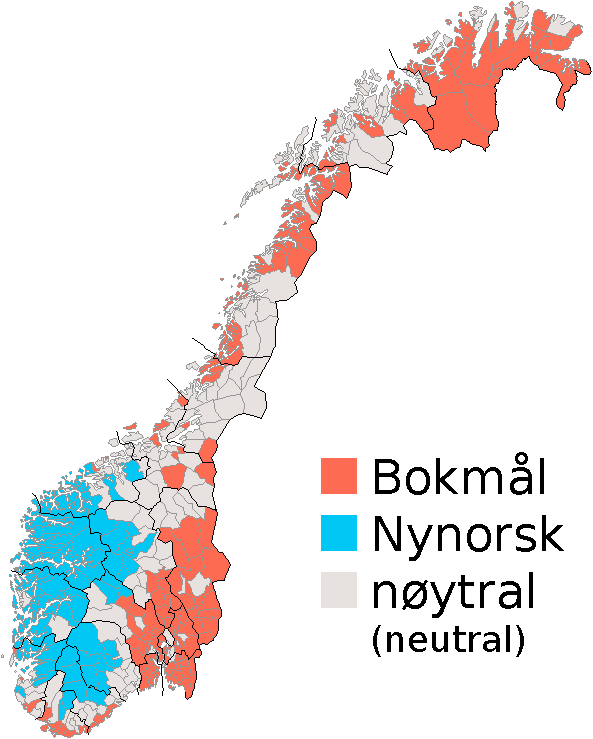
노르웨이의 지자체별 공용어 채택 현황.
보크몰
뉘노르스크
중립

북몰(노르웨이어: Bokmål; 도시지역 동부 노르웨이어 발음: [ˈbûːkmoːɫ]  (도움말·정보); UK: /ˈbuːkmɔːl/, US: /ˈbʊk-, ˈboʊk-/; 원어 bokmål의 뜻은 "책 말") 또는 부크몰 또는 보크몰은 노르웨이어에서 뉘노르스크(란스몰)와 함께 공식 표준어이다. 보크몰은 노르웨이 인구의 약 85~90%가 사용하고 있으며, 노르웨이어를 배우는 외국인이 일반적으로 학습하는 표준어이다.
보크몰은 수백 년 동안 덴마크가 지배하던 시절에 노르웨이화한 덴마크말인데, 대도시 주민들과 권력층에서 주로 쓰는 말이다. 단어는 남성, 여성, 중성 중 하나로 3성 체계를 이루고 있으나, 여성형 명사를 그대로 쓰지 않고 남성형으로 쓰는 이들 또한 존재한다.
최초의 보크몰 맞춤법은 1879년부터 연구되어 릭스몰(riksmål)이라는 이름으로 1907년 공식적으로 채택되어 시행되었다.
|      | 부정관사+단수형 (영어) | 정관사+기본형 (영어) | 부정관사+복수형 (영어) | 정관사+복수형 (영어)   |
| ---- | ---------------------- | -------------------- | ---------------------- | ---------------------- |
| 남성 | en stol (a chair)      | stolen (the chair)   | stoler (chairs)        | stolene (the chairs)   |
| 여성 | ei bok (a book)        | boka (the book)      | bøker (books)          | bøkene (the books)     |
| 중성 | et vindu (a window)    | vinduet (the window) | vinduer (windows)      | vinduene (the windows) |

## 같이 보기
- 노르웨이어

- 뉘노르스크
- 릭스몰
- 회위노르스크

- 듀오링고
- 코노트 아일랜드어

1. ↑  Hammarström, Harald; Forkel, Robert; Haspelmath, Martin; Bank, Sebastian, 편집. (2023). 〈Norwegian Bokmål〉. 《Glottolog 4.8》. Jena, Germany: Max Planck Institute for the Science of Human History.
2. ↑  “Bokmål”. 《The American Heritage Dictionary of the English Language》 5판. HarperCollins. 2019년 5월 1일에 확인함.
3. ↑  “Bokmål”. 《Collins English Dictionary》. HarperCollins. 2019년 5월 1일에 원본 문서에서 보존된 문서. 2019년 5월 1일에 확인함.
4. ↑  "Bokmål" (US) and 〈Bokmål〉. 《Oxford Dictionaries UK English Dictionary》. Oxford University Press.[깨진 링크]
5. ↑  “Bokmål”. 《메리엄-웹스터 사전》.